# 三溴化钛
三溴化钛是一种无机化合物，化学式 TiBr3。  它是一种蓝黑色顺磁性固体，带有红色反光。  尽管它是烯烃聚合的催化剂，但它的应用很少。

## 制备和结构
TiBr3 可以由四溴化钛在氢气氛中加热而成：
2 TiBr4  +  H2   →   2 TiBr3  +  2 HBr
它也可以由钛金属和四溴化钛的归中反应而成。
Ti  +  3 TiBr4   →   4 TiBr3
TiBr3有两种同质异形体，其中的钛原子都呈八面体形结构。

## 反应
加热三溴化钛会得到二溴化钛和挥发性的四溴化钛：
2 TiBr3   →    TiBr4  +  TiBr2
三溴化钛固体溶于电子供体溶剂（L）中，例如吡啶和腈，生成3：1比例的加合物：
TiBr3  +  3 L   →   2 TiBr3L3